# Наталија Крстовић
Наталија Крстовић (Сарајево, 1934) пјесникиња која је објавила неколико збирки поезије за дјецу. Као фармацеутски техничар радила у Босналијеку.

## Биографија
Наталија Крстовић рођена је у Кијеву покрај Сарајева 1934. године. Завршила је средњу медицинску школу у Сарајеву и као фармацеутски техничар радила је у Војносанитетском заводу, а затим у Босналијеку одакле је отишла у пензију. Аматеризмом се бави од ране младости. Играла је у фолклорној секцији у КУД „Пролетер”, а сада је члан хорске секције. Такође је члан црквеног хора „Слога”. Објавила је збирке поезије за дјецу „Шарене пјесме” 2005. године, „Азбучја” 2006. године, „Шаљиве пјесме” 2008. године, „Кап на жедној усни” 2008. године и „Све тиши откуцаји” 2010. године. Живи и пише у Истичном Сарајеву.